# Giacomo Insanguine
Giacomo Insanguine, también conocido como il Monopoli (Monopoli, 22 de marzo de 1728-Nápoles, 1 de febrero de 1795) fue un organista y compositor italiano, miembro de la escuela napolitana de ópera. 

## Biografía
Estudió en el Conservatorio dei Poveri di Gesù Cristo de Nápoles, donde fue alumno de Girolamo Abos y Francesco Feo, y luego en el Conservatorio de Sant'Onofrio in Capuana de la misma ciudad con Francesco Durante. En este último conservatorio fue luego profesor. Fue organista de la Catedral de Nápoles. Fue autor de música religiosa, misas, motetes, sonatas y piezas para órgano, así como óperas, entre las que destacan: L'osteria di Marechiaro (1768), Didone abbandonata (1770) y Adriano in Siria (1773).